# Шеметилло, Антон Андреевич
Антон Андреевич Шеметилло (ок. 1820 — 1871) — священник Русской православной церкви, протоиерей.

## Биография
Сын священника, уроженца Пружанского уезда Гродненской губернии окончил в 1839 году по 1-му разряду курс в Литовской семинарии и поступил в Санкт-Петербургскую духовную академию. После окончания академии в 1843 году магистром богословия, в 1844 году он был рукоположен в священники в Покровской церкви, в местечке Скиделе, и назначен на первое священническое место при гродненском Софийском соборе. А уже в 1845 году был назначен гродненским благочинным и сотрудником Литовского епархиального попечительства о бедных духовного звания. В 1847 году был переведён в Виленский кафедральный собор и назначен на безвозмездную должность законоучителя во 2-м городском приюте Вильны и также членом этнографического и статистического комитетов в Литовской епархии. В 1848 году он был возвращён в Гродно на место благочинного; также был назначен законоучителем мужской гимназии и в этой должности оставался до самой кончины. В том же 1848 году был назначен духовным депутатом в Гродненские палаты уголовного и гражданского судов, а затем, с открытием комитета Общественного здравия и комитетов тюремного, статистического губернского и уездного, и также уездного комитета по устройству православных церквей, был назначен непременным их членом. В 1853 году он стал членом комиссии для описи имуществ Гродненских церквей и монастырей. За свои священнические труды был награждён в 1848 году набедренником и саном протоиерея; в 1850 году получил скуфью, в 1862 году — наперсный крест.
В 1863 году Шеметилло временно заменял архиепископа гродненского Игнатия во время его отсутствия. До этого, в 1861 году он управлял также и Скидельским благочинием. В 1864 году был назначен почётным попечителем Гродненского благотворительного общества; с 1868 года был цензором проповедей по Гродненскому уезду и с 1867 года — членом Гродненского управления народных училищ и ревизором сумм Гродненского духовного училища, при котором впоследствии был также и членом правления. В 1867 году был награждён орденом Св. Анны 3-й степени. При его деятельном соучастии, в качестве члена строительного комитета, были выстроены архиерейский дом, крестовая церковь и много других общественных зданий в Гродно. Выделялся, как талантливый и горячий проповедник. Современники отмечали, что он обладал тактом, необходимым для деятельности в Западном крае, и приобрёл уважение и добрую память не только среди православных, но и среди иноверцев.
Скончался внезапно от холеры в Друскениках 22 июля (3 августа) 1871 года и был погребён в склепе под Марфинской церковью на православном кладбище в Гродно. Оставил после своей смерти огромную библиотеку из книг, преимущественно, богословско-философских.